# Денят на бащата
„Денят на бащата“ е български 6-сериен телевизионен игрален филм от 2019 година.

## Описание
Филмът разказва за борбата между двама родители за попечителството над сина си. Представя до какво води отчуждението и травмите, които се нанасят върху децата. Новото явление „Синдром на родителското отчуждение“ се характеризира с това детето да отхвърля единия от родителите вследствие на раздялата под влияние на другия родител. България е една от многото държави, в които след развод детето спира да вижда баща си. Екипът на продукцията получава достъп до международни форуми на организации, борещи се срещу този синдром, и така основава сюжета си върху елементи от действителни събития. Към момента на заснемане все още върлува неправилното схващане, че майката притежава неоспорими права върху детето, и филмът цели да постави зрителя на изпитание – чия страна да заеме.
Главните роли се изпълняват от Захари Бахаров и Весела Бабинова. Участват още Александър Сано, Глория Петкова, Явор Гърдев, Малин Кръстев, Лидия Инджова, Петя Силянова, Иван Налбантов, Свежен Младенов и други.
Премиерата на филма е на 18 февруари 2019 година по БНТ.